# Drug Metabolism and Disposition
Drug Metabolism and Disposition, abgekürzt Drug Metab. Dispos, ist eine wissenschaftliche Zeitschrift, die von der American Society for Pharmacology and Experimental Therapeutics veröffentlicht wird. Die erste Ausgabe erschien im Januar 1973. Die Zeitschrift erschien ursprünglich vierteljährlich, seit 1995 erscheint sie monatlich.
Es werden Arbeiten aus den Bereichen Pharmakologie und Toxikologie veröffentlicht, wobei der Fokus auf dem Arzneimitteldesign, dem Arzneimittelmetabolismus sowie den Fremdstoff-metabolisierenden Enzymen liegt.
Der Impact Factor lag im Jahr 2018 bei 3,354. Nach der Statistik des ISI Web of Knowledge wird das Journal mit diesem Impact Factor in der Kategorie Pharmakologie und Pharmazie an 68. Stelle von 254 Zeitschriften geführt.
Chefherausgeber ist Edward T. Morgan, (Emory University).